# Ferenc Berényi
Ferenc Berényi (ur. 9 listopada 1927, zm. 2 sierpnia 2004) – węgierski malarz.

## Życiorys
Ferenc urodził się w 1927 w węgierskim mieście Dévaványa. W 1949 roku wyjechał do Budapesztu, gdzie rozpoczął studia na Akademii Sztuk Pięknych. Jego nauczycielem został Jenő Barcsay oraz kilku innych znanych malarzy. Po ukończeniu uczelni w 1953 roku rozpoczął karierę malarską.
Od 1954 był częstym gościem na wystawach organizowanych m.in. w takich miastach jak Moskwa, Praga, Warszawa, Sofia, Koszyce, Bombaj, Lozanna, Paryż, Bazylea, a także Waszyngton oraz Helsinki.
W 1961 roku ufundował nagrodę dla młodych artystów oraz malarzy. W tym samym roku otrzymał stypendium Drekowitza. Po ukończeniu studiów stypendialnych wyjechał do miasta Szolnok, gdzie mieszkał do końca życia.
Dwukrotnie został mianowany dyrektora budapeszteńskiej akademii sztuk pięknych, a w latach 1975–1982 był jednym z wykładowców na licznych artystycznych uczelniach na terenie Węgier.
Ferenc Berényi zmarł w Budapeszcie w 2004 roku w wieku 77 lat.
W czasie swojego życia, a także po śmierci prace Ferenca były wystawiane m.in. w galerii narodowej w Budapeszcie, a także galeriach i muzeach w Sofii oraz Szolonku.